# Alessandro Forlani (scrittore)
Alessandro Forlani (Pesaro, 25 maggio 1972) è uno scrittore italiano.

## Biografia
Nato a Pesaro, ha studiato lettere moderne presso l'Università di Urbino. Dopo la laurea, nel 2003 ha studiato sceneggiatura presso l'Accademia di Arti Cinematografiche - Cinestudio di Bologna, sotto la guida di Guido Fiandra, e presso la Scuola Holden di Torino sotto la guida di Fabrizio Cestaro ed Emanuele Crialese. Consegue poi un master in cultura e gestione dello spettacolo dal vivo nel 2003, presso l'Università degli Studi di Urbino.
Dal 2004 al 2012 ha insegnato costumistica teatrale e cinematografica presso l'Università di Bologna (Polo di Rimini). È stato cultore della materia in regia, presso il DAMS di Bologna. Dal 2004 è inoltre docente a contratto presso l'Accademia di Belle Arti di Macerata, dove insegna progettazione e drammaturgia multimediale e metodologia della sceneggiatura. Dal 2022 è docente presso l'Accademia di Belle Arti di Venezia. 
Scrittore di fantascienza, nel 2011 è vincitore del Premio Urania e del Premio Kipple con il romanzo I senza-tempo, pubblicato da Mondadori. Nel 2013 è vincitore del Premio Stella Doppia Mondadori con il racconto Materia prima. Dal 2014 pubblica una serie di racconti con Delos Books.
Nel 2017 crea con Lorenzo Davia il progetto di narrativa condivisa Crypt Marauders Chronicles (patrocinato dal sito Heroic Fantasy Italia): un'ambientazione sword & sorcery cui hanno aderito molti autori italiani di narrativa fantastica. La prima silloge di racconti dedicati a questa ambientazione è pubblicata nel 2018 da Watson Edizioni, e nel 2020 è finalista al Premio Vegetti nella categoria "antologia di fantascienza" . Nel 2018 è finalista al Premio Italia (categoria romanzo fantasy) con il romanzo Arabrab di Anubi. Nello stesso anno è inoltre vincitore del Premio Innsmouth con il racconto Pasto d'ombre.
Nel 2019 è presente con il racconto Riscatto nell'antologia Altri Futuri - a cura di Carmine Treanni - che si propone come primo tentativo italiano di The Year's Best Science Fiction.
Nel 2020 partecipa con il racconto La pietra etiope all'antologia Il ritorno dei Grandi Antichi - a cura di Gianfranco de Turris - che propone una selezione di opere degli autori italiani di ispirazione più autenticamente lovecraftiana.
Nel 2021 è finalista al Premio Italia (categoria romanzo di fantascienza) con il romanzo Memorie di un colonnello di soldatini e con il racconto Io mi fermo qui (precedentemente pubblicato sulla rivista Specularia). Cura inoltre il progetto 404- Fantascienza non conforme; antologia dei più interessanti giovani autori italiani di fantascienza e speculative fiction.

## Opere

### Romanzi
- I senza-tempo, Mondadori, 2011. ISBN 978-88-520-3051-2
- Fronte Alieno, Delos, 2014. ISBN 978-88-6530-803-5
- Il Grande Avvilente - Agnes, Delos Digital, 2016. ISBN 978-88-254-0071-7
- Il Grande Avvilente - Tristano, Delos Digital, 2016. ISBN 978-88-6530-938-4
- Eleanor Cole delle Galassie Orientali, Delos Digital, 2015. ISBN 978-88-6530-801-1
- XPO Ferens, Acheron books, 2017. ISBN 978-88-99216-52-8
- Arabrab di Anubi, Watson Edizioni, 2017. ISBN 88-98036-78-7
- T, 2018. ISBN 1-79131-574-7
- Arte e Acciaio, Delos Digital, 2020. ISBN 9788825412666
- Laurasia, Italian Sword & Sorcery Books, 2020. ISBN 978-88-944696-3-9
- Memorie di un colonnello di soldatini, 2020. ISBN 979-8587658929
- Non tutti certo moriremo, Zona42, 2023. ISBN 979-12-80868-27-5

### Saggi e manuali
- PlayBeckett - Visione Multimediale nell'opera di Samuel Beckett, Hacca, 2006
- SvobodaMagika - Polivisioni sceniche di Joesf Svoboda, Hacca, 2006
- Gaberscik - Il teatro di Giorgio Gaber, Hacca, 2009
- Com'è facile diventare un Eroe, Delos Digital, 2016. ISBN 978-88-6530-876-9
- Com'è facile vivere in Atlantide, Delos Digital, 2016. ISBN 978-88-6530-874-5
- Com'è facile scrivere difficile, Delos Digital, 2016. ISBN 978-88-6530-875-2
- Il Manuale del Dungeon Master, Delos Digital, 2018, ISBN 978-88-254-0547-7

### Racconti
- Un Tempo altrove, raccolta di 5 racconti, Delos Digital, 2014. ISBN 978-88-6530-824-0
- Sonno Verde, Delos Digital, 2014. ISBN 978-88-6775-345-1
- Sigarette terrestri, Delos Digital, 2015. ISBN 978-88-6775-817-3
- M'rara, Delos Digital, 2015. ISBN 978-88-6775-745-9
- Clara Hörbiger e l'Invasione dei Seleniti, Delos Digital, 2015. ISBN 978-88-6775-896-8
- Nebbie, Delos Digital, 2016. ISBN 978-88-6530-665-9
- To self or not to self, Delos Digital, 2017. ISBN 978-88-6530-871-4
- Photophantastes, Delos Digital, 2017. ISBN 978-88-254-0149-3
- Il Mondo nel tramonto, Delos Digital, 2017. ISBN 978-88-254-0254-4
- La Scure e i Sepolcri, Delos Digital, 2019. ISBN 978-88-254-0848-5
- Io so ben ch'il vostro orrore, 2020. ISBN 979-85-581-8261-3
- Malqvist di Thanatolia, 2021. ISBN 979-8767970544
- Per un pugno di polvere, Delos Digital, 2022.